# Magnus Herseth
Magnus Herseth, norveški veslač, * 25. april 1892, † 29. oktober 1976.
Herseth je za Norveško nastopil na Poletnih olimpijskih igrah 1912 v Stockholmu, kjer je s četvercem s krmarjem široke gradnje osvojil bronasto medaljo.  